# Hatzendorf
Hatzendorf là một đô thị thuộc huyện Feldbach trong bang Steiermark, nước Áo. Đô thị Hatzendorf có diện tích 24,97 km², dân số cuối năm 2005 là 298 người.